# Agaua, Brăila
Agaua este un sat în comuna Frecăței din județul Brăila, Muntenia, România.